# Мірошниченко Світлана Геннадіївна
Мірошниченко Світлана Геннадіївна (19 серпня 1978, Славутич) — українська боксерка, майстер спорту міжнародного класу України з боксу, бронзова призерка чемпіонатів світу та Європи, багаторазова чемпіонка України з боксу.

## Спортивна кар'єра
Світлана Мірошниченко розпочала займатися боксом з одинадцяти років. Тоді жіночого любительського боксу ще не існувало, тому займалася заради задоволення. Перемоги в національних чемпіонатах прийшли з 1999 року.
На чемпіонаті світу 2002 в категорії до 45 кг перемогла двох суперниць, а у півфіналі програла Мері Ком (Індія).
На чемпіонаті Європи 2003 в категорії до 48 кг перемогла суперницю з Румунії, а у півфіналі програла Моніці Чік (Угорщина).
На чемпіонаті Європи 2005 програла Моніці Чік в першому бою.
Після завершення кар'єри перейшла на тренерську роботу.